# 逃げてはみたけど
『逃げてはみたけど』（にげてはみたけど、原題：CELLBOUND　公開：1955年11月25日）は、アメリカ合衆国の映画会社メトロ・ゴールドウィン・メイヤー (MGM) に所属していたアニメーターのテックス・アヴェリーとマイケル・ラーとの共同制作による作品である。

## スタッフ
監督
テックス・アヴェリー　マイケル・ラー（ウィリアム・ハンナ　ジョセフ・バーベラ）
制作総括
フレッド・クインビー
アニメーション制作
ケネス・ミューズ
エド・バーグ
アーヴ・スペンス
マイケル・ラー
脚本
ヘック・アレン
レイアウト
エド・ビーンディクト
音楽
スコット・ブラッドリー

## あらすじ
懲役500年という事実上の終身刑を受け、片田舎の刑務所に収監されたスパイク。脱獄を果たすべく、1本のスプーンだけで独房の床下にトンネルを掘り始める。看守や所長の目を盗みながら掘り続けて20年後、45兆5,712億2,112万6,332杯目にしてようやくトンネルが刑務所の外に達し、スパイクは脱獄に成功する。
スパイクは変装して近くに止まっていた貨物列車に潜り込み、貨車に積まれていたテレビのブラウン管を外して中に隠れる。しかし、テレビは貨車から運び出され、脱獄してきた刑務所の所長室に届けられてしまう。それは所長が妻へ結婚記念日のプレゼントとして購入したものであった。
見つかることを恐れたスパイクは、所長が見ようとしている番組をテレビの中から一人芝居で演じることを思いつく。西部劇、ボクシングと続くが、競馬中継だけはどうしても再現できないため、雨が降っているように見せかけて中止にする。ジャズ演奏では1人で多数の楽器を操り、軽快なディキシーランド・ジャズを演奏して見せる。
その後、テレビが所長の自宅に運ばれることを知ったスパイクは、テレビの底面をこじ開けて地中に穴を掘り、何とか脱出する。しかし、穴から出てきた先は所長宅に届けられたテレビの中であった。ショックのあまり気が変になってのた打ち回るスパイクを、所長夫妻はコメディと思い楽しむ。

## 登場キャラクター
スパイク
擬人化されたブルドッグ。懲役500年の刑で1934年から服役。用意周到に脱獄の準備を重ね、地中に長さ500ヤード（日本語版では500m）のトンネルを掘り抜いて脱獄する計画を立てる。
所長
スパイクが収監されている刑務所の所長。普段は冷淡な皮肉屋だが、ジャズを聞くと狂喜乱舞するほど盛り上がる。既婚者で、結婚記念日に妻へのプレゼントとしてテレビを購入する。名前はジョージ（George）。

## 日本でのTV放映
TBS版の『トムとジェリー』の短編に挟まれて放映されていた。

## 特筆事項
本作品はテックス・アヴェリーとマイケル・ラーとの共同名義になっているが、アヴェリーはほとんど手付かずの状態で1953年にMGM社を退社し、実際の制作にはほとんど関わっていない。グラント・シモンズ、ウォルター・クリントンらのアニメーターも退職し、アヴェリー作品を支えてきた制作ユニットも解散状態となった。そこで、MGMに残った元アヴェリーユニットのマイケル・ラーがハンナ＝バーベラと協力し、制作にこぎつけた経緯のある作品である。
したがって、クレジットにはないがハンナ＝バーベラも本作品の制作に関わっており、アニメーターもケネス・ミューズら『トムとジェリー』の制作で知られるスタッフが名を連ねている。同様の経緯で制作された作品に『呼べど叫べど』があるが、この作品はある程度まで制作が進行した状態でハンナ＝バーベラとラーが引き継いでいる。
また、フレッド・クインビー名義および、標準サイズ(4:3)で公開された最後の作品でもある。
なお、原作のオープニングでは、テックス・アヴェリー作品の『ノミのサーカス』で用いられた曲が流用されている。